# Brevet de technicien supérieur - Bioanalyses en laboratoire de contrôle
Le brevet de technicien supérieur bioanalyses en laboratoire de contrôle est depuis 2006 un diplôme de l'enseignement supérieur en France (Bac+2) délivré dans certains lycées publics ou privés le proposant. Il s'appelait « BTS Biochimiste » jusqu'en 2005, puis « BTS bioanalyses et contrôles » (BAC ou BioAC).

## Objectifs
À l'issue de la formation, le technicien supérieur de bioanalyses et contrôles est capable de mettre au point de nouveaux protocoles impliquant la manipulation de produits chimiques et biologiques ainsi que l'utilisation d'appareils de laboratoire. Il maîtrise également des techniques de biochimie, d'immunologie, de microbiologie, de biologie moléculaire et cellulaire, et fait preuve d'esprit critique, d'organisation et de communication au sein d'une équipe.
La formation permet d'entrer rapidement dans la vie active dans des laboratoires d'analyse, de contrôle, d'expertise, de recherche, d'enseignement, de recherche et développement dans les industries agroalimentaires, pharmaceutiques ou cosmétiques.

## Admission
Cette formation est accessible aux titulaires du baccalauréat STL ou S. L'admission se fait sur dossier, suivi d'un entretien.

## Contenu de la formation

### Première année
| Enseignements généraux                              | Total | Cours | TD | TP | Activités technologiques | Mise à niveau |
| --------------------------------------------------- | ----- | ----- | -- | -- | ------------------------ | ------------- |
| Expression française                                | 2     | 1     | 1  | 0  | 0                        |               |
| Anglais                                             | 2     | 0     | 2  | 0  | 0                        |               |
| Mathématiques                                       | 2     | 1     | 1  | 0  | 0                        | oui           |
| Sciences physiques et chimiques                     | 5     | 2     | 1  | 2  | 0                        | oui           |
| Total enseignements généraux                        | 11    | 4     | 5  | 2  | 0                        |               |
| Enseignements professionnels                        |       |       |    |    |                          |               |
| Biochimie et technologie d'analyse                  | 3     | 2     | 1  | 0  | 0                        |               |
| Biochimie et biologie cellulaire et moléculaire     | 6     | 0     | 0  | 0  | 6                        | oui           |
| Microbiologie et technologie d'analyse              | 2     | 2     | 0  | 0  | 0                        |               |
| Microbiologie et biologie cellulaire et moléculaire | 5     | 0     | 0  | 0  | 5                        | oui           |
| Biologie cellulaire et moléculaire                  | 2     | 2     | 0  | 0  | 0                        |               |
| Sciences et technologies bioindustrielles           | 2     | 1     | 1  | 0  | 0                        |               |
| Informatique appliquée                              | 1     | 0     | 0  | 0  | 1                        |               |
| Total enseignements professionnels                  | 21    | 7     | 2  | 0  | 12                       |               |
| Total                                               | 31    | 11    | 7  | 2  | 12                       |               |
| Enseignement facultatif (langue vivante 2)          | 1     | 0     | 1  | 0  | 0                        |               |

### Seconde année
| Enseignements généraux                                 | Total | Cours | TD | Activités technologiques |
| ------------------------------------------------------ | ----- | ----- | -- | ------------------------ |
| Expression française                                   | 1     | 0     | 1  | 0                        |
| Anglais                                                | 1     | 0     | 1  | 0                        |
| Mathématiques                                          | 2     | 1     | 1  | 0                        |
| Sciences physiques et chimiques                        | 2     | 1     | 1  | 0                        |
| Total enseignements généraux                           | 6     | 2     | 4  | 0                        |
| Enseignements professionnels                           |       |       |    |                          |
| Biochimie et technologie d'analyse                     | 3     | 2     | 1  | 0                        |
| Biochimie et biologie cellulaire et moléculaire        | 6     | 0     | 0  | 6                        |
| Microbiologie et technologie d'analyse                 | 2     | 2     | 0  | 0                        |
| Microbiologie et biologie cellulaire et moléculaire    | 8     | 0     | 0  | 8                        |
| Biologie cellulaire et moléculaire                     | 2     | 2     | 0  | 0                        |
| Sciences et technologies bioindustrielles              | 3     | 2     | 1  | 0                        |
| Informatique appliquée                                 | 1     | 0     | 0  | 1                        |
| Législation, droit du travail, santé, sécurité au trav | 1     | 1     | 0  | 0                        |
| Total enseignements professionnels                     | 26    | 9     | 2  | 15                       |
| Total                                                  | 32    | 11    | 6  | 15                       |
| Enseignement facultatif (langue vivante 2)             | 1     | 0     | 1  | 0                        |

Annotations : 
1. 1 2 3 4  En première année, des enseignements de mise à niveau sont mis en place
  - pour les étudiants titulaires d’un baccalauréat autre que le baccalauréat scientifique (S) 
    - 0,5h en mathématiques
    - 0,5h en sciences physiques

  - pour les étudiants titulaires d’un baccalauréat autre que le baccalauréat STL-BGB 
    - 1h en microbiologie
    - 1h en biochimie
    - 0,5h en techniques des sciences physiques
2. 1 2 3  Les activités technologiques de biologie cellulaire et moléculaire sont rattachées
  - en 1re année, aux activités technologiques de biochimie
  - en 2e année, aux activités technologiques de microbiologie

### Stage
Ce parcours est complété par une formation en entreprise de 14 semaines qui se déroule en deux temps : 4 à 5 semaines lors de la première année, et 9 à 10 semaines pour la seconde année.

## Débouchés
Cette formation est destinée à l'entrée à la vie active dans des laboratoires de contrôle, de recherche, de production et développement dans l'industrie agroalimentaire, pharmaceutique, cosmétique,.
Cependant, une poursuite d'étude peut être envisagée en licence de biochimie, biologie, en licence professionnelle ou en section ATS pour entrer dans une école d'ingénieur,.